# Serie 311 de Renfe
La Serie 311 de Renfe es un conjunto de locomotoras diésel-eléctricas de maniobras que se comenzó a fabricar en 1985 y que ha resultado una locomotora de gran versatilidad.

## Introducción
En 1980, Renfe se decidió a modernizar su parque de locomotoras de maniobras y convocó un concurso para la construcción de dos prototipos de 450 y 700 kW. El primer prototipo de M.T.M. de 450 kW fue el que después sería la serie 309. El prototipo de 700 kW (serie 311) fue más difícil, porque debía asegurar el servicio de maniobras pero también el de línea.
Estas locomotoras son mixtas, de configuración Bo'Bo', con transmisión eléctrica y motores de tracción trifásicos y sin posibilidad de suministrar calefacción al tren o de circular en mando múltiple. La locomotora 311-001-2 fue el prototipo, conocido como Mabi por las iniciales de las empresas que participaron en su construcción: MTM (Barcelona), Ateinsa (Madrid) y Babcock&Wilcox (Bilbao). La "i" es por el Instituto Nacional de Industria (INI), promotor del proyecto. Al proyecto se le dio continuidad con la construcción de 60 locomotoras de esta serie, numeradas como subserie 100 (de 311-101 a 311-160). 

## Subserie 311.100

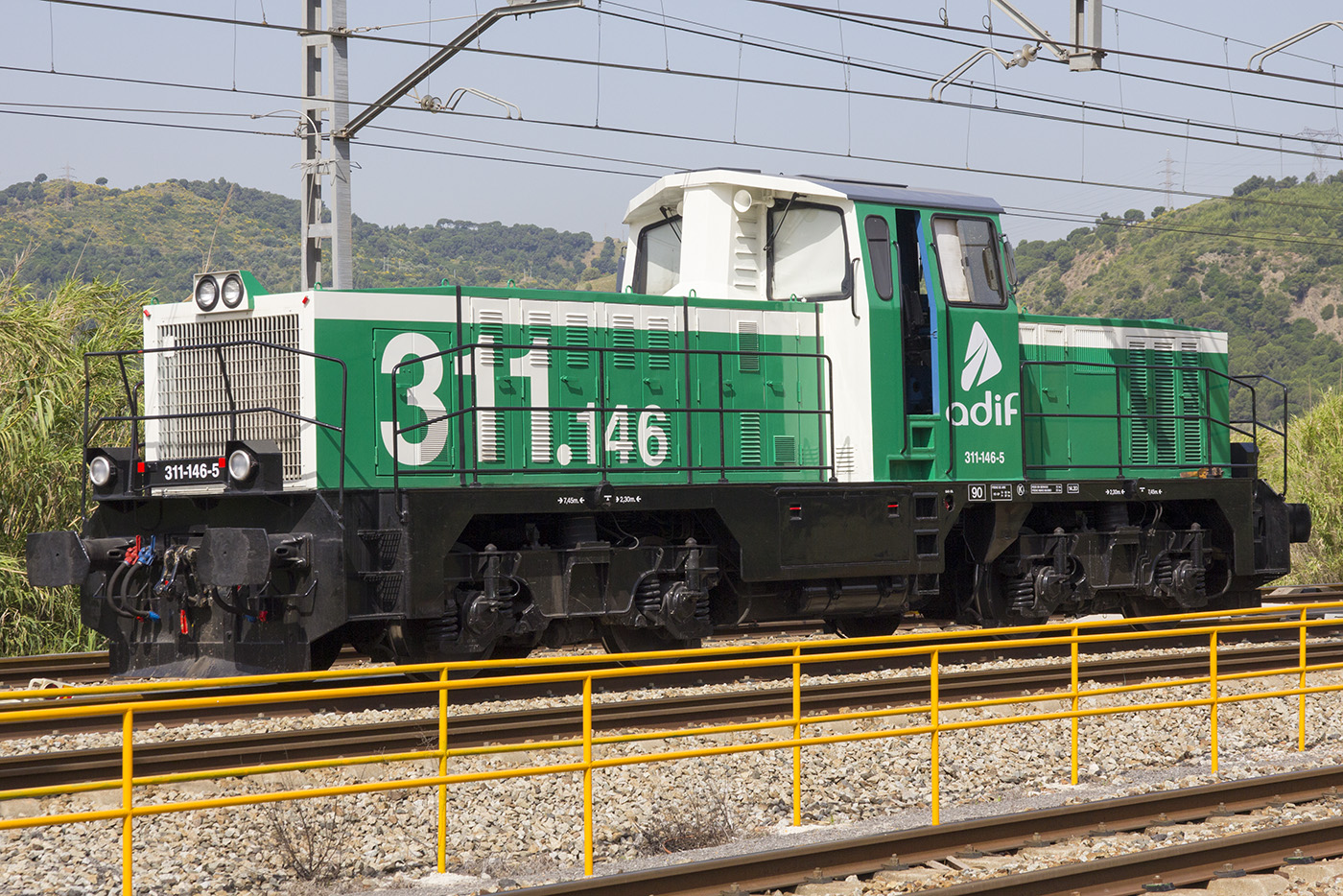
Tractor 311.146

Las locomotoras de maniobras de la serie 311-100 de Renfe son un gran éxito tecnológico y comercial español. Esta serie resulta de la producción en serie del prototipo Mabi de los años ochenta.

### Características técnicas
Las 311-100 son las únicas locomotoras diésel dotadas en España de una transmisión alterna/alterna, con motores de tracción trifásicos asíncronos.
Fue un gran éxito comercial. Unidades similares fueron pedidas por los ferrocarriles de Suiza (SBB/CFF Serie Am 841), Israel, Egipto, México y por la red francesa (SNCF Serie 460000).

### Servicio
Desde 1996, todas las unidades fueron repartidas entre Barcelona, Madrid, Bilbao, Miranda de Ebro, León, Oviedo y Orense.